# Stenellipsis parallela
Stenellipsis parallela là một loài bọ cánh cứng trong họ Cerambycidae.